# Selaginella sibirica
Selaginella sibirica là một loài dương xỉ trong họ Selaginellaceae. Loài này được Milde Hieron. mô tả khoa học đầu tiên năm 1900.